# Damiano et Fabio D'Innocenzo
Damiano et Fabio D'Innocenzo, frères jumeaux nés le 14 juillet 1988 à Tor Bella Monaca (it), une frazione de Rome, sont des réalisateurs et scénaristes italiens de cinéma.

## Biographie
Fabio et Damiano D'Innocenzo sont nés en 1988 à Tor Bella Monaca, une frazione de Rome, dans une famille de pêcheurs. Ils ont grandi à la périphérie de la capitale, se consacrant à la peinture, à la photographie et à la poésie. Autodidactes, ils ont commencé à réaliser des clips vidéo, des productions télévisuelles et cinématographiques.
En 2018, ils sortent leur premier long métrage Frères de sang, qui est présenté à la 68e Berlinale dans la section « Panorama ». Ils sont distingués pour le même film aux Rubans d'argent 2018 dans la section du meilleur nouveau réalisateur. Mais c'est leur second film, Storia di vacanze, qui remporte des prix de premier ordre à la fois à la Berlinale et aux Rubans d'argent.

## Filmographie

### Cinéma
- 2018 : Frères de sang (La terra dell'abbastanza)[3]
- 2020 : Storia di vacanze (Favolacce)
- 2021 : America Latina

### Télévision
- 2024 : Dostoïevski

## Distinction

### Récompense
- Rubans d'argent 2018 : Ruban d'argent du meilleur nouveau réalisateur pour La terra dell'abbastanza.
- Berlinale 2020 : Ours d'argent du meilleur scénario pour Storia di vacanze[4]
- Rubans d'argent 2020 : Ruban d'argent du meilleur film pour Storia di vacanze[5].